# Wolfgang Dziony
Wolfgang Dziony (* 29. August 1949 in Elze) ist ein deutscher Musiker und Komponist, der zusammen mit dem Gitarristen Rudolf Schenker 1965 die Rockband Scorpions gründete und bis 1973 in dieser Gruppe als Schlagzeuger spielte.

## Leben
Im Jahr 1965 gründete Dziony in Sarstedt zusammen mit dem Gitarristen Rudolf Schenker die Amateurband Nameless. Sie übten in der Anfangszeit in der Kneipe von Dzionys Mutter. Auf Vorschlag von Wolfgang Dziony wurde die Gruppe ein Jahr nach ihrer Gründung in Scorpions umbenannt. Dziony war an Komposition und Arrangement von sämtlichen Liedern des ersten Scorpions-Studioalbums Lonesome Crow beteiligt und der Schlagzeuger dieser Platte. Es sollte für ihn bei den Scorpions aber lediglich bei diesem einzigen Album bleiben, sodass er 1974 auf der Folgelangspielplatte Fly to the Rainbow durch Jürgen Rosenthal am Schlagzeug ersetzt wurde.
Nach langer musikalischer Pause wurde er Mitglied der Coverband Ballroom Hamburg Allstars mit der er 2015 sein fünfzigjähriges Bühnenjubiläum feierte. Ebenfalls 2015 spielte er sich selbst in dem deutschen Dokumentarfilm Scorpions – Forever and a Day von Katja von Garnier. Zu sehen ist Dziony auch auf YouTube im offiziellen Scorpions-Video von I´m Going Mad aus dem Jahre 1972, ein Lied aus der LP Lonesome Crow.
Dziony ist verheiratet, hat zwei erwachsene Söhne und lebt in Harsefeld bei Stade.

## Diskografie (Auswahl)
- 1972: Scorpions – Lonesome Crow

## Kompositionen
Wolfgang Dziony war an den folgenden Scorpions-Liedern beteiligt:
- 1971: Action
- 1971: I'm Going Mad
- 1971: In Search Of The Peace Of Mind
- 1971: Inheritance
- 1971: It All Depends
- 1971: Leave Me
- 1971: Lonesome Crow